# Aeroportul Internațional Traian Vuia Timișoara
Aeroportul Internațional „Traian Vuia” Timișoara (IATA: TSR, ICAO: LRTR) este al patrulea aeroport din România după numărul de pasageri, deservind o populație de 2,5 milioane de locuitori. Începând cu 6 ianuarie 2003, aeroportul poartă numele inventatorului român Traian Vuia, născut în județul Timiș. Aeroportul servește drept bază operațională pentru Wizz Air și este considerat aeroport de rezervă pentru București (OTP), Budapesta (BUD) și Belgrad (BEG), fiind și cel mai important aeroport din Euroregiunea DKMT.
Aeroportul îndeplinește toate condițiile de siguranță aeronautică conform standardelor internaționale, ca urmare, în iunie 2014, Autoritatea Aeronautică Civilă Română a autorizat exploatarea sa pentru o perioadă de trei ani (maximul posibil, uzual autorizarea fiind anuală). Nu există restricții de operare pentru nicio companie aeriană și niciun tip de aeronavă. Aeroportul Internațional Timișoara a devenit, la începutul anului 2017, primul aeroport din România certificat EASA.

## Istoric
- 29 mai 1935 – se încheie un proces verbal pentru înființarea Aeroportului Comunal Timișoara, pe locația Garnizoanei Militare.
- 17 iulie 1935 – aterizează primul avion în regim de zbor tehnic.
- 1938 – este terminată construcția aerogării.
- 1941 – Aeroportul Timișoara se mută la Cioca, însă din cauza condițiilor solului, se renunță la această locație.
- 1942 – Aeroportul Timișoara se mută pe un teren din Moșnița Nouă, izlaz comunal.
- 28 februarie 1964 – are loc inaugurarea aerogării pentru curse interne.
- 1964–1965 – pista este prelungită cu 500 m (de la 2.000 m la 2.500 m).
- 1977–1979 – pista este prelungită cu 1.000 m (de la 2.500 la 3.500 m); traficul public intern de pasageri și mărfuri pentru Timișoara este efectuat prin Arad.
- 20 septembrie 1979 – are loc inaugurarea pentru pasageri și mărfuri curse interne; zborul de omologare este efectuat cu aeronava AN 24 YR BMK, comandant fiind Epuraș.
- 1 noiembrie 1980 – are loc inaugurarea pentru trafic public intern și internațional; zborul de omologare este efectuat cu aeronava IL-62 YR IRC, comandant fiind Gîrbovan.
- 1993–1995 – au loc lucrări de reparație capitală a pistei.
- 1998 – este inaugurată hala de depozitare mărfuri pentru activități cargo și curierat rapid.
- 2002 – este modernizată aerogara pentru zboruri interne.
- 6 februarie 2003 – aeroportul își schimbă denumirea în Aeroportul Internațional „Traian Vuia”.
- 19 mai 2003 – este inaugurată aerogara tranzit.
- 10 noiembrie 2004 – este inaugurată extinderea și modernizarea aerogării pentru zboruri internaționale.
- 2006 – este extinsă platforma de staționare aeronave și sunt realizate o nouă parcare auto și un drum de acces în incinta aeroportului.
- 12 decembrie 2007 – sunt finalizate lucrările de extindere a terminalului de plecări internaționale.
- Martie 2008 – sunt finalizate lucrarile de extindere a terminalului de plecări interne.
- Iulie 2010 – sunt finalizate lucrările de realizare a sistemului electronic de supraveghere perimetrală.
- Septembrie 2010 – sunt finalizate lucrările de realizare a Terminalului 1 (Terminalul Sosiri Curse Interne, viitorul Terminal Non-Schengen).
- 2015 – este pus în funcțiune un sistem performant de radionavigație pentru a asigura operarea aeronavelor în condiții de vizibilitate foarte redusă.

Prima bază aeriană din Timiș a devenit operațională în timpul Primului Război Mondial. Aceasta se afla pe pășunea comunală de lângă comuna Dudeștii Noi și a funcționat în perioada 15 noiembrie 1915–aprilie 1917 pentru încărcarea și repararea dirijabilelor germane. După închiderea acestei baze aeriene, în 1919, sătenii din zonă au încercat să o demonteze bucată cu bucată, însă scheletul metalic al halei s-a prăbușit peste ei, iar cinci persoane au murit.
Prin decizia Comisiei Interimare din 10 iulie 1935 și în baza ordinului telegrafic al Ministerului de Interne nr. 12604/1935, se hotărăște înființarea unui aeroport provizoriu al Timișoarei, amplasat pe terenul de instrucție al Garnizoanei Militare, aproximativ pe actualul amplasament al Iulius Mall. La data de 17 iulie 1935 aterizează pe aeroport primul avion în regim de zbor tehnic. Inaugurarea oficială s-a făcut la 20 iulie 1935. La înființare nu dispunea de niciun fel de bază materială. Pentru instalarea administrației aeroportului s-a ridicat o clădire provizorie din scânduri și carton gudronat, compusă din trei încăperi, repartizate astfel: un birou pentru comandant, un birou de trafic și unul administrativ, un corp de gardă și o sală de așteptare.
În 27 iulie 1936, în urma unui proces verbal încheiat între autorități și comandantul Aeroportului Comunal Timișoara, se hotărăște alocarea unui fond de aproximativ cinci milioane de lei pentru construirea aeroportului definitiv. Se prevedea construirea unei aerogări, a unui hangar și a două clădiri – posturi de transmisiuni și telegrafie – amplasate lângă Timișoara, pe câmpia Cioca. În urma licitației a fost declarată câștigătoare firma Aug. Schmiedigen, pentru suma de 4,5 milioane de lei. Pe timpul proiectului, zborurile dinspre și spre Timișora au fost preluate în continuare de aeroportul provizoriu. Construcția noii aerogări este finalizată în 1938, însă licitația a fost una destul de dubioasă, motiv pentru care a fost anulată de Curtea Administrativă Superioară. La acel moment lipseau racordurile la rețeaua electrică, telefon, apă și canal, dar și aparatura necesară.
În anul 1941, administrația aeroportului se mută pe terenul câmpiei Cioca, iar zborurile se desfășoară tot aici. Pe locul aeroportului s-a aflat, până la desființarea din 1864–1865, satul Cioca, cunoscut în maghiară ca Csoka. Datorită unor greutăți întâmpinate în finanțarea lucrărilor și a constatărilor cu privire la solul impropriu (sol argilos care determină stagnarea apei la suprafață), se renunță la proiectul amplasării aeroportului Cioca, clădirile ridicate fiind cedate Institutului Meteorologic Central. Aerodromul Cioca este utilizat astăzi de proprietarii de avione de agrement, cât și de aviația utilitară.
În timpul celui de-Al Doilea Război Mondial, aeroportul funcționează pe un teren de la Moșnița Nouă. Potrivit arhivelor din acea vreme, aerogara se întindea pe o suprafață de 91 ha și a fost folosită începând cu anul 1942. Pista avea o lungime maximă de 1.200 m și o lățime de 600 m. Aeroportul avea o baracă de scânduri cu trei încăperi folosite de administrație, o magazie, tot din scânduri acoperită cu țiglă improvizată și o baracă de 160 m², adusă de la Deta. Nu avea post de radio-transmisie sau telefonie, iar balizajul era compus din 27 de lămpi de petrol.
Între 1952–1953 are loc construirea și punerea în funcțiune a pistei de decolare-aterizare pentru nevoile Unității Militare de Aviație de lângă satul Giarmata-Vii. În anii '60, Timișoara devine un centru tot mai important din punct de vedere economic, astfel se ia decizia construirii unui aeroport civil de mari dimensiuni, pe actualul amplasament, între comunele Giarmata, Ghiroda și Remetea Mare. În 28 februarie 1964 are loc inaugurarea aerogării pentru curse interne. Între 1964–1965 se prelungește pista cu 500 m (de la 2.000 m la 2.500 m).
La mijlocul anilor '70, administrația de la București ia decizia modernizării Aeroportului din Timișoara. Aerogara era extrem de importantă atât pentru aviația militară, fiind situată în apropierea graniței de vest a României, cât și pentru aviația civilă, se dorea introducerea curselor externe. Decizia modernizării vine prin decret de stat, în 1976. În perioada 1977–1979, pe timpul lucrărilor, traficul aerian din zonă a fost preluat de Aeroportul din Arad, transportul pasagerilor de la Arad la Timișoara și retur fiind efectuat de Aeroportul Timișoara, cu mașinile din dotare. Între 1975–1980 s-a realizat prelungirea pistei de aterizare-decolare, de la 2.500 la 3.500 m și au fost inaugurate clădirile terminalului pentru zboruri internaționale, turnului de control, salonului oficial și clădirii administrative. În anii '80, pasagerii puteau circula la București (de șase ori pe săptămână), la Constanța (două curse/săptămână), în perioada 1986–1989 la Frankfurt (două curse/săptămână), Chicago și New York (câte o cursă pe săptămână, în anumite perioade).
Aeroportul din Timișoara a fost sub asediu în timpul Revoluției din 1989. TAB-uri au fost amplasate la fiecare poartă, iar autobuzele care transportau pasageri sau angajați erau atent verificate de milițieni. În timpul evenimentelor de la Timișoara care au condus la căderea regimului comunist, aeroportul a fost o zonă extrem de importantă, pe aici trecând generali, miniștri și delegați trimiși special de la București de cuplul Nicolae și Elena Ceaușescu pentru a reprima Revoluția.
Revoluția din 1989 a adus o schimbare majoră și pentru Aeroportul Internațional Timișoara. Liberalizarea treptată a pieței și începerea operării unor curse externe, spre Occident, au deschis noi oportunități atât pentru populația din zonă, cât și pentru investitorii străini. Între 1993–1995 au fost făcute lucrări de reparație capitală a pistei de decolare-aterizare, în 1998 a fost inaugurată hala de depozitare mărfuri pentru activități cargo și curierat rapid, Aeroportul Timișoara devenind astfel un centru de transport mărfuri. Între 2000–2001 s-au realizat lucrări de reparație capitală la suprafețele de mișcare (pista de decolare și aterizare, platforma de staționare și căile de rulare) și a sistemului de balizaj luminos, îmbunătățindu-se condițiile de siguranță a zborului. În 6 februarie 2002, aeroportul a căpătat denumirea actuală. Tot în 2002 a fost modernizată aerogara pentru zboruri interne, iar în 2003, pe 19 mai, a fost inaugurată aerogara tranzit, aeroportul devenind nod aerian, legând importante orașe din România cu orașe din Italia și Germania.
Între 2007–2008 au fost realizate lucrări de extindere a terminalului de plecări curse interne și internaționale înspre platforma de aeronave, suprafețele aerogării mărindu-se cu 30% și crescând astfel confortul și calitatea serviciilor oferite pasagerilor. În următorii ani s-au realizat achiziții importante de echipamente și sisteme de securitate aeroportuară pentru a fi în acord cu cerințele europene în domeniu. Au fost executate lucrările de construcție pentru un terminal destinat sosirilor curselor interne, terminal pregătit să deservească pe viitor cursele pentru spațiul non-Schengen. Între 2012–2013 au fost realizate lucrările de reparații la pista de decolare-aterizare pentru creșterea gradului de siguranță. Tot în această perioadă au fost realizate și lucrări de modernizare a echipamentului de electro-alimentare a sistemului de balizaj luminos al pistei. În 2014 au fost inițiate proiecte pentru realizarea a două obiective importante: terminalul intermodal de marfă și terminalul intermodal de pasageri. În 2015, la Aeroportul Internațional Timișoara a fost pus în funcțiune un sistem performant de radionavigație pentru a asigura operarea aeronavelor în condiții de vizibilitate foarte redusă, fiind singura pistă din țară dotată la un nivel înalt pe ambele direcții de aterizare.

## Bază militară
Aeroportul Internațional Timișoara a găzduit și baza 93 de aviație militară până în august 2004, când aceasta a fost dezafectată, aici rămânând doar o mică anexă de rezervă. După desființare multe din MiG-21 Lancers și IAR-330 au fost mutate la baza 71 de la Câmpia Turzii pentru a completa flota deja existentă.
În baza aeriană au mai operat și avioane de tip Mig-23 Flogger, care au fost retrase la începutul anului 2002. În prezent cele peste 30 de Mig-23 sunt depozitate, fără a fi folosite, pe una din platformele bazei din Timișoara.

## Facilități

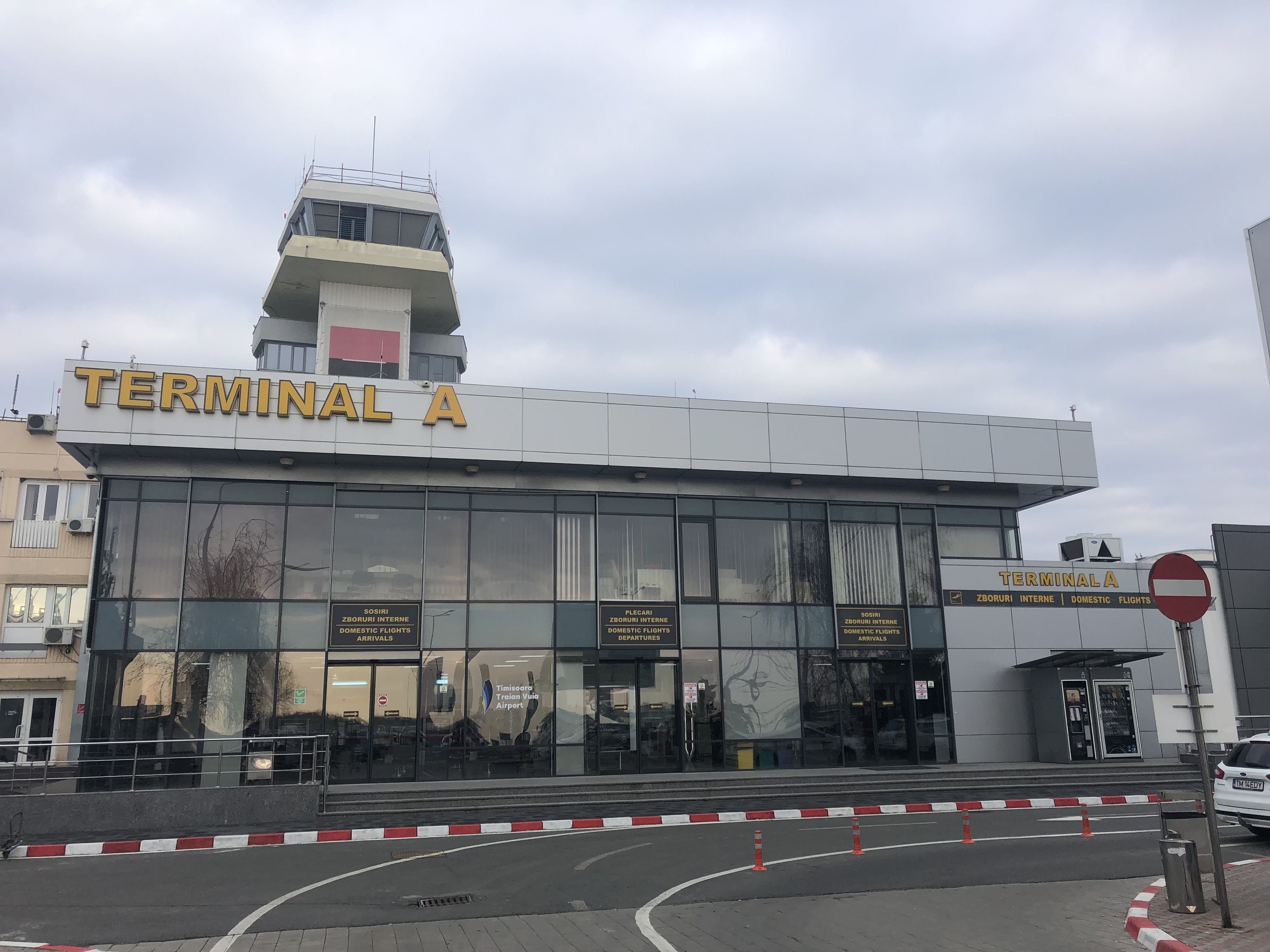
Terminalul pentru zboruri interne

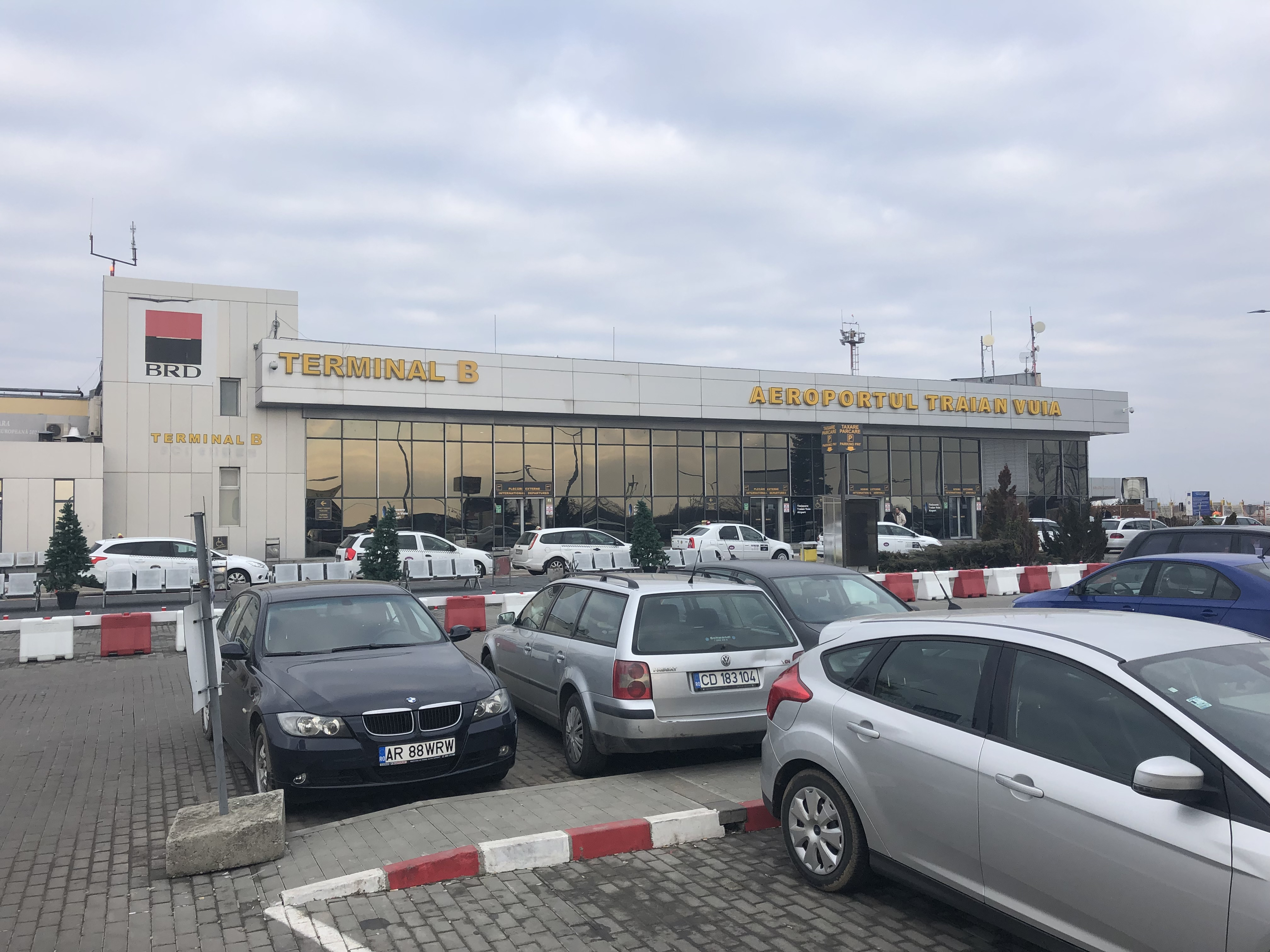
Terminalul pentru zboruri internaționale

Business lounge în terminalul 1

Aeroportul Internațional „Traian Vuia” dispune, printre altele, de o pistă de decolare-aterizare cu dimensiuni de 3.500 m × 45 m, 18 poziții de parcare aeronave și sisteme de balizaj luminos și navigație aeriană: ICAO CAT II/III pe ambele direcții de aterizare: CAT IIIA pe direcția 29 de aterizare și CAT II pe direcția 11 de aterizare.

### Terminale
Terminalul 1 este cel mai vechi terminal al aeroportului, construit în anul 1964 și modernizat în 2002. Construcția inițială avea dimensiuni reduse, dar la sfârșitul anului 2010 suprafața terminalului s-a dublat prin inaugurarea extinderii construcției (2.000 m²). Extinderea era necesară datorită creșterii traficului dar și pentru separarea fluxurilor de pasageri, condiție necesară pentru intrarea în spațiul Schengen. Terminalul va fi dedicat zborurilor către destinații din zone non-Schengen, cu un trafic anual previzionat de 180.000 de pasageri. Actual funcționează ca terminal pentru zborurile interne și are o capacitate de procesare de 500 de pasageri pe oră și trei porți de îmbarcare. De aici operează în mare majoritate companiile aeriene românești.
Terminalul 2 a fost inaugurat în anul 1980, apoi extins și modernizat în 2004. Este cel mai mare terminal al aeroportului, cu o capacitate de procesare de 800 pasageri/oră și nouă porți de îmbarcare. Este în același timp terminalul de pe care operează cele mai multe companii dar și terminalul cu cea mai mare varietate de pasageri (din punct de vedere al structurii etnice). Odată cu intrarea țării în spațiul Schengen, statutul internațional al terminalului se va pierde, deoarece zborurile care vor pleca și vor sosi de la acest terminal vor fi considerate zboruri interne. Momentan, aerogara este destinată doar zborurilor în regim internațional.
Terminal 3 (Sosiri Externe) a fost dat in folosinta in anul 2021 in urma unei investitii de peste 30 milioane lei. Terminalul Sosiri Externe acomodeaza în condiții funcționale optime un flux de 540 de pasageri concomitent, adică trei curse aeriene, și permite o creștere viitoare a traficului aerian regional la aproximativ 3 milioane de pasageri pe an.

### Evoluții viitoare
În 2018, administrația Aeroportului Internațional „Traian Vuia” a demarat ample lucrări de modernizare care vizează construirea a două noi terminale: unul pentru sosiri interne și unul pentru plecări externe. Terminalul de sosiri interne are ca termen de finalizare 31 martie 2019 și va fi realizat din fonduri europene și surse proprii. Acest nou terminal va crește cu 200% capacitatea pentru sosiri, estimează reprezentanții AIT, cu posibilitatea gestionării simultane a trei fluxuri de pasageri (cu o medie de 180 de pasageri pe flux), opt puncte de control al documentelor și trei sisteme de transport bagaje. Costul estimat este de aproximativ 24 de milioane de lei. Terminalul de plecări externe are ca termen sfârșitul anului 2019, un cost de aproximativ 69 de milioane de lei și va fi finanțat din surse proprii și fonduri europene. Capacitatea terminalului va crește cu 150% deoarece vor fi construite 10 noi porți de îmbarcare, 12 check-in-uri și opt puncte de control al documentelor, alături de șase puncte de control de securitate, spații comerciale și zona de alimentație publică. Noile terminale vor fi construite în partea de est a aeroportului, în prelungirea actualului Salon Oficial, pe aproximativ 4.000 m.
Tot o lucrare importantă care va fi demarată în zona aerportului este lărgirea drumului la patru benzi, investiție pe care o va face Consiliul Județean Timiș. Mai mult, se dorește realizarea unui Airport City, un concept complex, inovativ pentru România, prin care vor fi construite pe lângă facilitățile de transport aerian, rutier și feroviar și hoteluri, restaurante, magazine, centre de conferințe și săli expoziționale, cu surse de finanțare publice și private.

## Linii aeriene și destinații
În prezent, există patru companii aeriene care operează curse regulate de pasageri: Animawings, HiSky, Lufthansa, TAROM și Wizz Air. Acestora li se adaugă alte șase companii ce efectuează curse cargo și alte trei care pe timpul verii operează curse charter.

### Pasageri
| Companii          | Destinații |
| ----------------- | --- |
| Aegean Airlines   | Charter sezonier: Heraklion |
| Animawings        | Dubai-Al Maktoum (din 7 octombrie 2025), București (din 1 octombrie 2025), Istanbul (din 3 octombrie 2025) Sezonier: Chania (din 2 Iunie 2025), Corfu (din 6 iunie 2025), Palma de Mallorca (din 5 iunie 2025), Tenerife Sud (5 iunie 2025), Zakynthos (din 6 Iunie 2025) Charter sezonier: Hurghada, Monastir                                                                                     |
| Corendon Airlines | Charter sezonier: Antalya |
| FlyEgypt          | Charter sezonier: Sharm el-Sheikh |
| Freebird Airlines | Charter sezonier: Antalya |
| HiSky             | București Charter sezonier: Hurghada |
| Lufthansa         | München |
| Pegasus Airlines  | Antalya |
| TAROM             | București Charter sezonier: Antalya, Hurghada, Santorini, Skiathos |
| Wizz Air          | Barcelona–El Prat, Bari, Basel/Mulhouse (din 14 octombrie 2025), Bergamo, Bologna, Bruxelles–Charleroi, Dortmund, Frankfurt–Hahn (din 14 octombrie 2025), Karlsruhe/Baden-Baden,, Larnaca (din 13 octombrie 2025), Londra–Luton, Madrid–Barajas, Memmingen, Napoli (din 14 octombrie 2025), Nürnberg (din 13 octombrie 2025), Paris–Beauvais, Roma–Ciampino, Treviso, Valencia Sezonier: Zakynthos |

### Cargo
| Companii             | Destinații                        |
| -------------------- | --------------------------------- |
| Airest               | Budapesta                         |
| ASL Airlines Belgium | Katowice, München, Nürnberg       |
| DHL Aviation         | Budapesta                         |
| Silver Air           | Cluj-Napoca                       |
| Swiftair             | Budapesta, Cluj-Napoca, Köln–Bonn |
| TAROM Cargo          | București–Otopeni                 |

## Statistici
Traficul de pasageri, cât și cel cargo au crescut vertiginos în ultimii ani, în strânsă legătură cu accelerarea dezvoltării economice a Timișoarei. Spre exemplu, în anul 2016 se înregistrează în medie 40–45 de mișcări pe zi și o medie de 3.200 de pasageri, față de anul 2005 când se înregistrau în medie 15–20 de zboruri pe zi și o medie de nici 1.500 de pasageri. În orele de vârf ale traficului, aeroportul depășește capacitatea maximă de procesare a pasagerilor și nu de puține ori se formează cozi în zonele controlului de securitate și al porților de îmbarcare. Destinațiile principale de pe aeroport sunt München, București, Milano și Londra.
Cu toate acestea, criza economică s-a făcut simțită în numărul de pasageri care au tranzitat aeroportul. Odată cu decizia Carpatair de a închide hub-ul de la Timișoara, traficul de pe aeroport aproape că s-a înjumătățit, ajungând de la un maxim de 1,2 milioane de pasageri în 2011 până la 0,7 milioane de pasageri în 2014. Traficul de pasageri a intrat, din nou, pe un trend pozitiv începând cu anul 2015, când au început să se facă simțite efectele deciziei operatorului Wizz Air. Compania a decis în noiembrie 2014 să aloce o nouă aeronavă bazei de pe aeroportul din Timișoara și să deschidă alte șase noi rute. Pentru anul 2017, autoritățile au previzionat că aeroportul a întâmpinat aproximativ 1,7 milioane de pasageri.
În trafic intern, Aeroportul Internațional „Traian Vuia” atrage 15,1% din numărul total de pasageri îmbarcați pe aeroporturile românești, 32,8% din totalul de tone de mărfuri încărcate și 13,2% din numărul total de zboruri.
|  | Graficele sunt indisponibile din cauza unor probleme tehnice. Mai multe informații se găsesc la Phabricator și la wiki-ul MediaWiki. |

Vezi interogarea Wikidata.
| An   | Pasageri          | Mărfuri       | Mișcări aeronave |
| ---- | ----------------- | ------------- | ---------------- |
| 2006 | 753.934           |               |                  |
| 2007 | 836.574(+11%)     |               |                  |
| 2008 | 890.704(+6,5%)    |               |                  |
| 2009 | 973.873(+9,3%)    |               |                  |
| 2010 | 1.138.431(+16,9%) |               |                  |
| 2011 | 1.200.762(+5,5%)  |               |                  |
| 2012 | 1.035.929(−13,7%) |               |                  |
| 2013 | 757.069(−26,9%)   | 1.600         | 11.929(−35,6%)   |
| 2014 | 736.191(−2,8%)    | 1.937(+21,1%) | 10.293(−13,7%)   |
| 2015 | 924.459(+25,6%)   | 2.606(+34,5%) | 11.661(+13,3%)   |
| 2016 | 1.160.482(+25,5%) | 3.887(+49,2%) | 14.222(+22%)     |
| 2017 | 1.621.529(+39,7%) | 4.586(+17,9%) | 17.808(+25,3%)   |
| 2018 | 1.517.309(−6,4%)  | 5.939(+29,5%) | 17.224(−3,3%)    |
| 2019 | 1.594.674(+5,1%)  | 5.168(-13%)   |                  |
| 2020 | 470.486(-70,5%)   | 5.148(-0,4%)  |                  |
| 2021 | 628.930(+33,7%)   | 6.068(+17,9%) |                  |
| 2022 | 1.192.987(+88,7%) | 7.768(+28%)   | 15.206           |
| 2023 | 1.354.612(+13,6%) | 6.662(-14,2%) | 16.418(+8%)      |
| 2024 | 1.323.446(-2,3%)  | 7.103(+6,6%)  | 15.568(-5,2%)    |

| Destinație | Pasageri (2015) | Pasageri (2016) | Evoluție (2015–2016) | Pasageri (2017) | Evoluție (2016–2017) | Companii          |
| ---------- | --------------- | --------------- | -------------------- | --------------- | -------------------- | ----------------- |
| București  | 160.867         | 219.694         | ▲ 36,6%              | 357.614         | ▲ 62,8%              | Ryanair, TAROM    |
| Londra     | 73.856          | 144.132         | ▲ 95,2%              | 233.144         | ▲ 61,6%              | Wizz Air          |
| München    | 173.751         | 207.568         | ▲ 19,5%              | 212.879         | ▲ 2,6%               | Lufthansa         |
| Milano     | 82.189          | 101.791         | ▲ 23,8%              | 165.244         | ▲ 62,3%              | Ryanair, Wizz Air |
| Bruxelles  | 29.236          | 44.326          | ▲ 51,6%              | 76.712          | ▲ 73,1%              | Wizz Air          |

| Destinație  | Aeroport                | Decolări/săpt. (ianuarie 2016) | Decolări/săpt. (noiembrie 2017) | Companii          |
| ----------- | ----------------------- | ------------------------------ | ------------------------------- | ----------------- |
| București   | Henri Coandă            | 26                             | 40                              | Ryanair, TAROM    |
| München     | Franz Josef Strauß      | 21                             | 21                              | Lufthansa         |
| Londra      | Stansted                | —                              | 7                               | Ryanair           |
| Londra      | Luton                   | 5                              | 7                               | Wizz Air          |
| Frankfurt   | Frankfurt               | —                              | 7                               | Lufthansa         |
| Frankfurt   | Frankfurt–Hahn          | 2                              | 4                               | Ryanair, Wizz Air |
| Milano      | Orio al Serio           | 5                              | 10                              | Ryanair, Wizz Air |
| Iași        | Iași                    | —                              | 7                               | Blue Air          |
| Bruxelles   | Charleroi Bruxelles-Sud | 2                              | 5                               | Ryanair, Wizz Air |
| Cluj-Napoca | Avram Iancu             | —                              | 4                               | Blue Air          |

| Destinație | Aeroport                | Locuri/săpt. (noiembrie 2017) | Companii          |
| ---------- | ----------------------- | ----------------------------- | ----------------- |
| București  | Henri Coandă            | 10.750                        | Ryanair, TAROM    |
| Londra     | Stansted                | 2.646                         | Ryanair           |
| Londra     | Luton                   | 2.520                         | Wizz Air          |
| München    | Franz Josef Strauß      | 4.424                         | Lufthansa         |
| Milano     | Orio al Serio           | 3.690                         | Ryanair, Wizz Air |
| Frankfurt  | Frankfurt–Hahn          | 1.476                         | Ryanair, Wizz Air |
| Frankfurt  | Frankfurt               | 1.400                         | Lufthansa         |
| Bruxelles  | Charleroi Bruxelles-Sud | 1.854                         | Ryanair, Wizz Air |
| Iași       | Iași                    | 840                           | Blue Air          |

## Acces

### Mașina
Aeroportul este situat la 12 km nord-est de centrul Timișoarei. Accesul cu mașina se face ieșind din oraș spre Lugoj, pe drumul european E70, din care se bifurcă la stânga (dintr-un sens giratoriu) un drum semnalizat către aeroport. Cei ce vin din partea de nord a țării și doresc să evite orașul, pentru a ajunge la aeroport o pot lua pe șoseaua de centură (NE) de unde, tot dintr-un sens giratoriu, se face conexiunea cu drumul spre aeroport.
Operatori privați organizează curse zilnice cu microbuzul care fac legătura între orașul Arad și aeroportul din Timișoara. De asemenea există, la cerere, posibilitatea de transfer, tot cu microbuzul, către Serbia.
În aeroport sunt prezente majoritatea companiilor de taxi din Timișoara. Mașinile de taxi sunt parcate în fața celor două terminale și sunt accesibile pasagerilor la un tarif de 20 de lei pe cursă. De asemenea, mai multe firme de rent-a-car operează pe aeroport (Avis, Europcar, Budget, Hertz etc.). Ghișeele rent-a-car sunt amplasate în zona publică, programul acestora fiind corelat cu orarul curselor aeriene.

### Autobuz
Linia Expres 4 (E4) face conexiunea între terminale și centrul orașului. Autobuzul circulă zilnic de la 04.25 până la ora 23.00 iar frecvența curselor este între 30 și 50 de minute, cu unele excepții în zilele nelucrătoare. Mai mult, din 13 septembrie 2012, linia Expres 4 barat leagă direct aeroportul de Timișoara Nord, principala gară din oraș. Costul unei călătorii este de 4 lei.
| Operator | Linie | Destinație       | Traseu | Program                               |
| -------- | ----- | ---------------- | --- | ------------------------------------- |
| STPT     | E4    | Bastion          | Hella–Jumbo–DN6/Ghiroda–Arena Aquasport–Virgil Economu–Piața Badea Cârțan                                           | 30-50 de minute                       |
| STPT     | E4B   | Gheorghe Barițiu | Jumbo–DN6/Ghiroda–Arena Aquasport–Virgil Economu–Piața Badea Cârțan–Bastion–Piața Timișoara 700–Gara Timișoara Nord | În funcție de orarul curselor aeriene |

### Tren
Există planuri pentru construirea unei linii de cale ferată care să unească Timișoara de Aeroportul Internațional „Traian Vuia”. În prezent, există o linie care duce la aeroport, dar este folosită numai de trenurile de marfă.

## Incidente și accidente
- Zborul 166 al Banat Air a fost operat cu un avion Antonov An-24 închiriat pe 13 decembrie 1995 de compania aeriană Banat Air de la Romavia. Avionul trebuia să zboare de la Verona la Timișoara. S-a prăbușit însă imediat după decolare, datorită greutății prea mari și a gheții acumulate pe aripi. În accident au murit toți cei 41 de pasageri și opt membri ai echipajului.[38]
- Zborul 128 al Carpatair a avut loc pe 28 februarie 2009, pe ruta Chișinău–Timișoara. Atunci, o aeronavă SAAB 2000 a companiei Carpatair a aterizat forțat pe aeroport după ce roata din față a trenului de aterizare n-a ieșit.[39] Avionul a survolat timp de aproape două ore aeroportul, pentru a consuma combustibilul, care s-ar fi putut aprinde în cazul supraîncălzirii aeronavei la aterizare.[40] Toți cei 47 de pasageri și patru membri ai echipajului au ajuns cu bine la sol, fiind preluați cu un autocar de pe pistă și transportați la aerogară. În urma aterizării reușite, piloții Leonid Babivschi și Iurie Oleacov au fost decorați de Vladimir Voronin cu Ordinul de Onoare.[41]